# R136a1
Az R136a1 egy kék hiperóriás csillag, jelenleg ez tartja a legnehezebb ismert csillagok rekordját, becsült tömege 265 naptömeg. A csillag rekordot tart a legfényesebbek közt is, mintegy 8 700 000-szer fényesebb a Napnál. Tagja az R136 szuper csillaghalmaznak, ami közel van a Tarantula-ködhöz a Nagy Magellán-felhőben. A csillag tömegét Paul Crowther és társai határozták meg (2010).